# Micropholis longipedicellata
Micropholis longipedicellata là một loài thực vật có hoa trong họ Hồng xiêm. Loài này được Aubrév. mô tả khoa học đầu tiên năm 1972.